# Vot nul

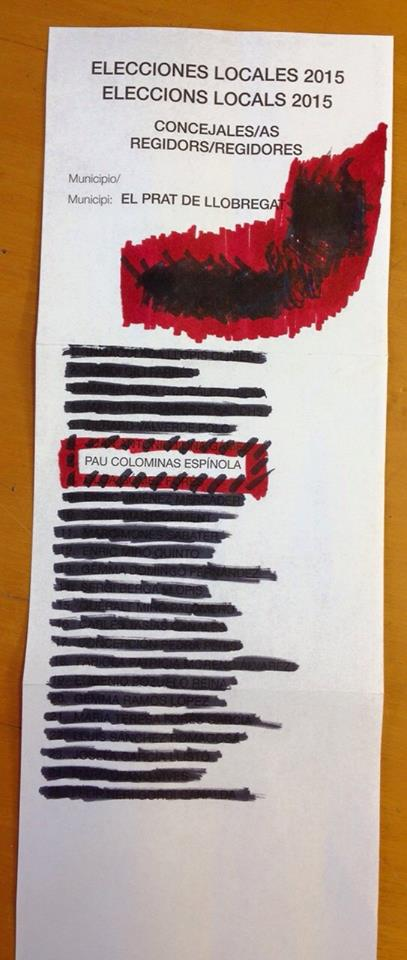
Vot nul a les eleccions municipals espanyoles de 2015.

Un vot nul en unes eleccions és un vot fet de manera incorrecta, sigui de manera voluntària o per error. En el cas que es faci expressament s'anomena també abstenció activa.

## Quan un vot es considera nul
A l'Estat Espanyol, un vot nul pot ser una papereta (oficial o no) a un sobre no oficial o a un sobre oficial modificat (al qual hi hagi coses escrites o dibuixos, per exemple), una papereta (oficial o no) sense sobre, un sobre oficial amb més d'una papereta (i paperetes diferents, si les paperetes són iguals es compta com un sol vot vàlid, al candidat de la papereta) o bé una papereta no vàlida (cap candidatura ni en blanc, per exemple, una postal, un dibuix, un nom d'algú que no és candidat, una cançó o qualsevol altre grup de paraules, etc.). A les eleccions al senat, on cal marcar com a molt tres creus o persones candidates, el vot és nul si se'n marquen més.
A l'Estat Francès, un vot es considera nul en un dels casos següents: que el sobre contingui una papereta no oficial o una altra cosa que no sigui una papereta, que contingui més d'una papereta (encara que siguin iguals), o que contingui una sola papereta oficial però que estigui modificada (trencada, o que contingui escrits, ratlles, dibuixos o símbols).
A les eleccions europees també es considera nul un vot al qual hagin dibuixos, coses escrites, canvis d'ordre dels candidats, etc. a la papereta oficial.

## Interpretacions del seu significat
Un vot nul pot ser-ho sense voler, a causa d'un error, o bé de manera voluntària. Pocs autors s'han interessat fins ara a l'anàlisi del vot nul voluntari. És clar que tant el vot nul com el vot en blanc indiquen, respecte a l'abstenció, una voluntat de participar i de ser escoltat; i que tampoc se'ls pot atribuir mandra o indiferència. Alguns parlen abstenció activa front a l'abstenció passiva (o abstenció), i interpreten que és una manera de, sense estar en contra de la democràcia, mostrar el desacord amb els partits polítics majoritaris existents, efecte que alguns anomenen "partitocràcia". La diferència entre votar voluntàriament en blanc o votar nul vindria donada per la incidència d'un o altre vot en la comptabilització final d'escons.

## Validesa i efecte del vot nul
Per definició de la Constitució espanyola, a l'article 96 de la Llei Orgànica 5/1985, de 19 de juny, del Règim Electoral General (LOREG), un vot nul és un vot no vàlid. No és possible fer un vot nul per internet a les eleccions governamentals a Espanya (en general, no es pot votar per internet) ni a França, segons l'article L57-1 del règim electoral francès.

## Incidència del vot nul en el resultat electoral
En unes eleccions parlamentàries, el vot nul, igual que el vot en blanc, es comptabilitza en el nombre total de vots, és a dir que no es compten en el nombre de persones que no va a votar o d'abstencions. En el sistema electoral espanyol, francès i europeu, el nombre d'escons de cada partit es determina segons el nombre de vots vàlids que obtenen entre les persones que van a votar, i els vots nuls, atès que no són vàlids, no es tenen en compte. Per exemple, si 1.000 personen voten nul, 2.000 voten en blanc, 10.000 voten "A" i 15.000 voten "B"; es considera que han votat 28.000 persones (1.000 + 2.000 + 10.000 + 15.000). El que diferencia el vot blanc del nul és com es compta el percentatge de vots de "A" i de "B" i, per tant, el nombre d'escons que obtindrà cadascú: el percentatge de votants d'"A", per exemple, és de 10.000 vots entre els totals vàlids, és a dir entre 27.000 (tots menys els 1.000 nuls), çò és, del 37%.
Els vots nuls, respecte als vots en blanc, fan indirectament que els percentatges de tots els partits polítics siguin majors. Per exemple, amb 3.000 vots nuls i cap blanc "A" (que tenia un 37%) hauria tingut un 40%, o sigui 10.000 "A" entre 25.000; de 10.000 "A" + 15.000 "B"; i amb 3.000 blancs i cap nul tindria 35,7%, o sigui 10.000 "A" entre 28.000; de 10.000 "A" + 15.000 "B" + 3.000 blancs. De manera indirecta, el vot en blanc fa pujar el percentatge comptabilitzat i, per tant, el nombre d'escons i la representació dels partits majoritaris; mentre que indirectament el vot nul fa disminuir relativament el pes dels partits majoritaris i augmenta el dels partits més petits, que són els que ho noten més. A "B" també l'afavoreix que hi hagi vots nuls i no en blanc, perquè n'obté un percentatge més gran.
Suposem que un altre partit "C", menys votat que "A" i "B", fa votar 500 persones més: aquest partit obté un percentatge de l'1,81% en el cas de 10.000 votants a "A", 15.000 a "B", 500 a "C", 2.000 en blanc i 1.000 nuls; obté un 1,96% si hi ha 3.000 nuls i cap blanc i obté un 1,75% si hi ha 3.000 blancs i cap nul. Els partits petits, que tenen un nombre de votants més similar als vots nuls i blancs, són els que més noten aquest efecte. Els pot suposar arribar o no al 3% de votants o tenir o no prou percentatge per a tenir un escó, és a dir almenys una veu al parlament.
Cal tenir present que tot i que el nombre de vots en blanc i nuls per als partits majoritaris és pràcticament negligible, no ho és gens en el cas dels partits que a les eleccions anteriors tenien poca o cap representació. Per exemple, a les eleccions al Parlament de Catalunya de 2006 hi va haver el 2% de vots en blanc mentre que més de quinze partits polítics van obtenir menys del 2% de votants.
En votacions on cal triar "sí" o "no", els vots nuls, en blanc i l'abstenció no comptabilitzen ni a "sí" ni a "no". En cas que siguin majoritaris no impugnen el resultat "sí" o "no". Per exemple, en un cas de 70% de vots d'abstenció, nuls o en blanc, 20% de "sí" i 10% de "no", guanya "si". En canvi, el vot nul sí té efecte en votacions "sí/no" a les quals calgui un mínim nombre absolut o un mínim percentatge de vots a favor. Per exemple, si cal que voti a favor del "sí" o del "no" almenys la meitat (50%) dels votants, al cas anterior (amb un 70% de vots ni "sí" ni "no") no es podria arribar a cap resultat i caldria, per exemple, repetir les eleccions.